# Pequeño teatro de Epidauro
El pequeño teatro de Epidauro (griego: Μικρό θέατρο Επιδαύρου, romanizado: Mikró théatro Epidávrou) es un antiguo teatro griego, situado en la ladera de la acrópolis de la antigua ciudad de Epidauro, Grecia, cerca del actual pueblo de Antiguo Epidauro.

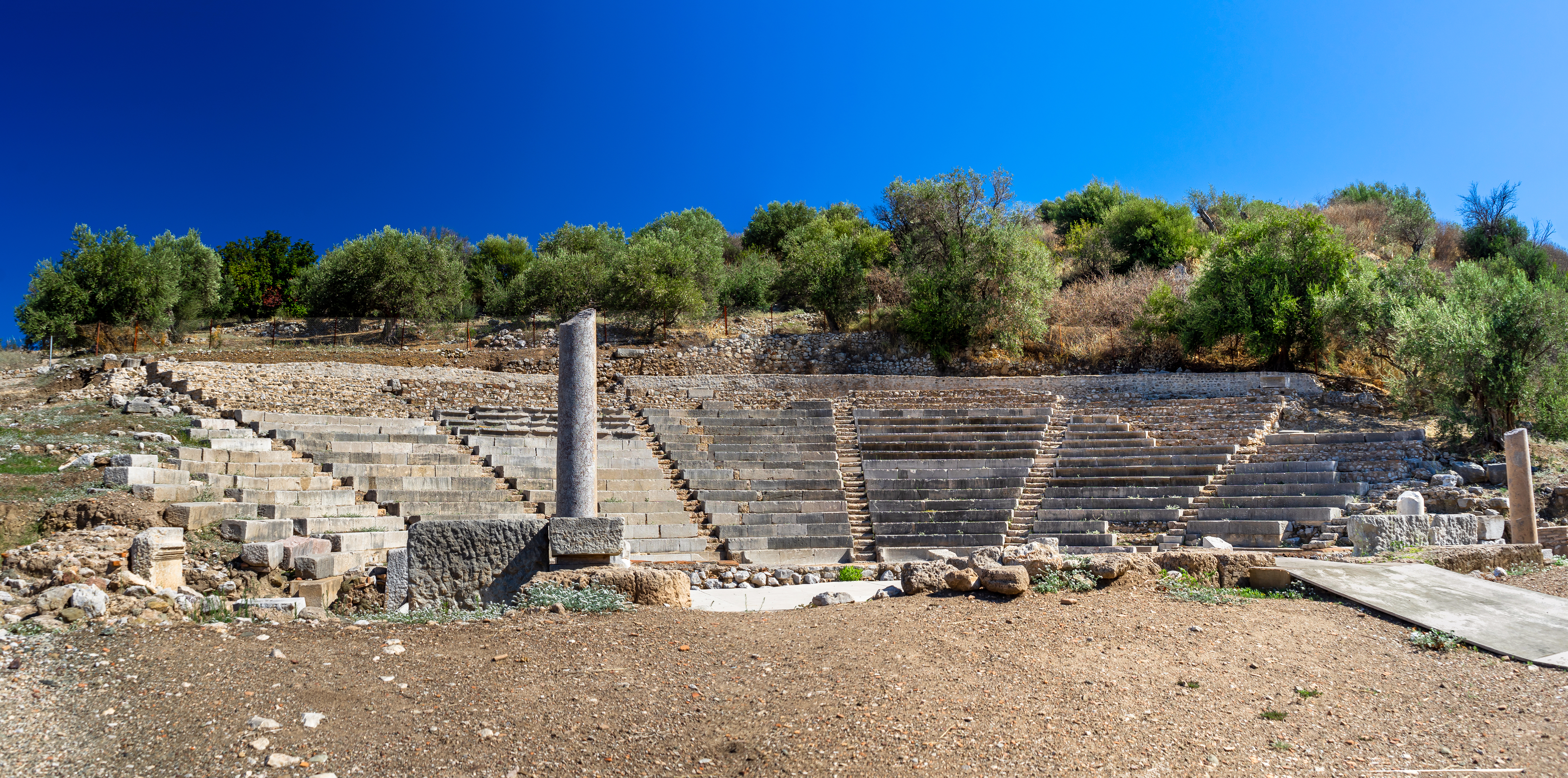
Vista del Pequeño Teatro de Epidauro.

El teatro se construyó en fases sucesivas, la primera de las cuales se remonta al período clásico, concretamente al siglo III a. C., y continuó hasta el período helenístico. Durante la época romana también se produjeron otras modificaciones arquitectónicas. El emplazamiento del teatro se descubrió en 1970, y las excavaciones arqueológicas organizadas comenzaron en 1972. Paralelamente, en 1989, se llevaron a cabo otras excavaciones arqueológicas de menor envergadura.
Este teatro, ejemplo típico del teatro griego antiguo, tiene forma semicircular y una orchestra⁣⁣⁣ en el centro. Inicialmente de forma circular, la orquesta se transformó en semicircular durante la época romana. Hasta la fecha, se han descubierto 18 filas de asientos dentro del teatro, que está dividido en nueve secciones separadas por hileras de escalones dispuestos verticalmente. El aforo se estima en al menos 2000 espectadores. El teatro se encuentra en un estado de conservación relativamente bueno y está siendo objeto de varias obras de restauración.
Este teatro no debe confundirse con el Teatro de Epidauro, más grande y conocido, situado cerca del Asclepion de Epidauro. En la actualidad, el teatro se utiliza como escenario de representaciones teatrales en festivales como el de Atenas y Epidauro.